# Judith Bosch
Judith Bosch (Leiden, 23 juli 1944) is een voormalige Nederlandse presentatrice.
Na haar studie werd ze in een studentencabaret ontdekt door Paul van Vliet, die haar één jaar in zijn Pepijn-cabaret opnam. 
Haar eerste televisieoptreden was op 22 oktober 1965 in Fanclub, een tienerpopprogramma. Regisseur Ralph Inbar wilde elke uitzending een Franstalige artiest laten optreden en had juist Bosch uitgekozen omdat zij Frans had gestudeerd. Samen met Astrid Engels interviewde ze onder meer Adamo, Cliff Richard, Eric Clapton en Jimi Hendrix. In 1967 stopte ze met het programma en werd ze opgevolgd door Sonja Barend. Het programma kreeg toen de naam Fenklup.

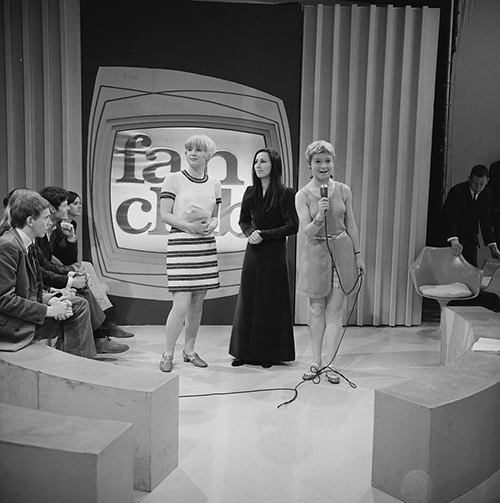
Aflevering van Fanclub

Vanaf 24 oktober 1972 presenteerde ze samen met Dick Passchier bijna 150 uitzendingen van de middelbare-scholierenquiz Tweekamp. Andere programma's waar ze haar medewerking aan verleende waren onder meer Zeskamp, Spel zonder grenzen en Stedenspel. In de jaren 1966 – 1970 was ze ook op de radio te horen samen met Kees van Maasdam met het radioprogramma 33/45, een zomerprogramma dat telkens vanaf een andere locatie in Nederland werd uitgezonden.
In de 21e eeuw is Bosch niet meer frequent op televisie te zien en geeft ze enkel nog persoonlijke mediatrainingen. Ze is actief als vrijwilliger om haar kennis over te dragen aan televisiemakers in andere landen waar behoefte is aan expertise. In 2012 werd ze uitgezonden naar Armenië waar ze een televisiestation adviseerde.